# James Tomkins (labdarúgó)
James Oliver Charles Tomkins (Basildon, 1989. március 29. –) angol labdarúgó, aki legutóbb, 2016 és 2024 között, a Crystal Palace csapatában játszott hátvédként. U15-ös, U16-os, U17-es, U19-es és U20-as szinten is képviselte már az angol válogatottat.

## Pályafutása
Tomkins nyolcévesen, egy essexi futballtornán hívta fel magára a West Ham megfigyelőinek figyelmét. Akkor még középcsatárként játszott. A Premier League-ben 2008. március 22-én, egy Everton elleni idegenbeli meccsen mutatkozhatott be. Csapatában ekkoriban sok volt a sérült játékos, így még többször szerephez jutott. A 2007/08-as idény végén őt választották a WHU legjobb fiataljának.
2008. november 27-én a Derby County öt hétre kölcsönvette Tomkinst. Két nappal később egy Burnley elleni bajnokin debütált a Kosoknál. Minden sorozatot egybevéve nyolcszor ölthette magára a Derby mezét. December 31-én Gianfranco Zola visszahívta a West Hamhez.
A Derbynél töltött kölcsönidőszak után állandó tagja lett a Kalapácsosok első csapatának. 2009. április 4-én, a Sunderland ellen megszerezte pályafutása első gólját. Csapata végül 2-0-ra nyert.

## Külső hivatkozások
- James Tomkins pályafutásának statisztikái a Soccerbase oldalon (angolul)

- James Tomkins pályafutásának statisztikái a The Wonderful World of West Ham United-en
- James Tomkins adatlapja a West Ham United hivatalos honlapján